# Moerasboot

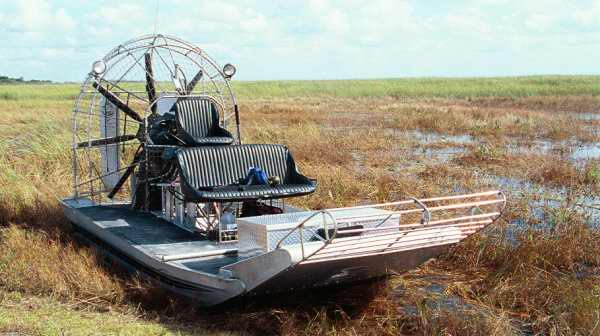
Een moerasboot

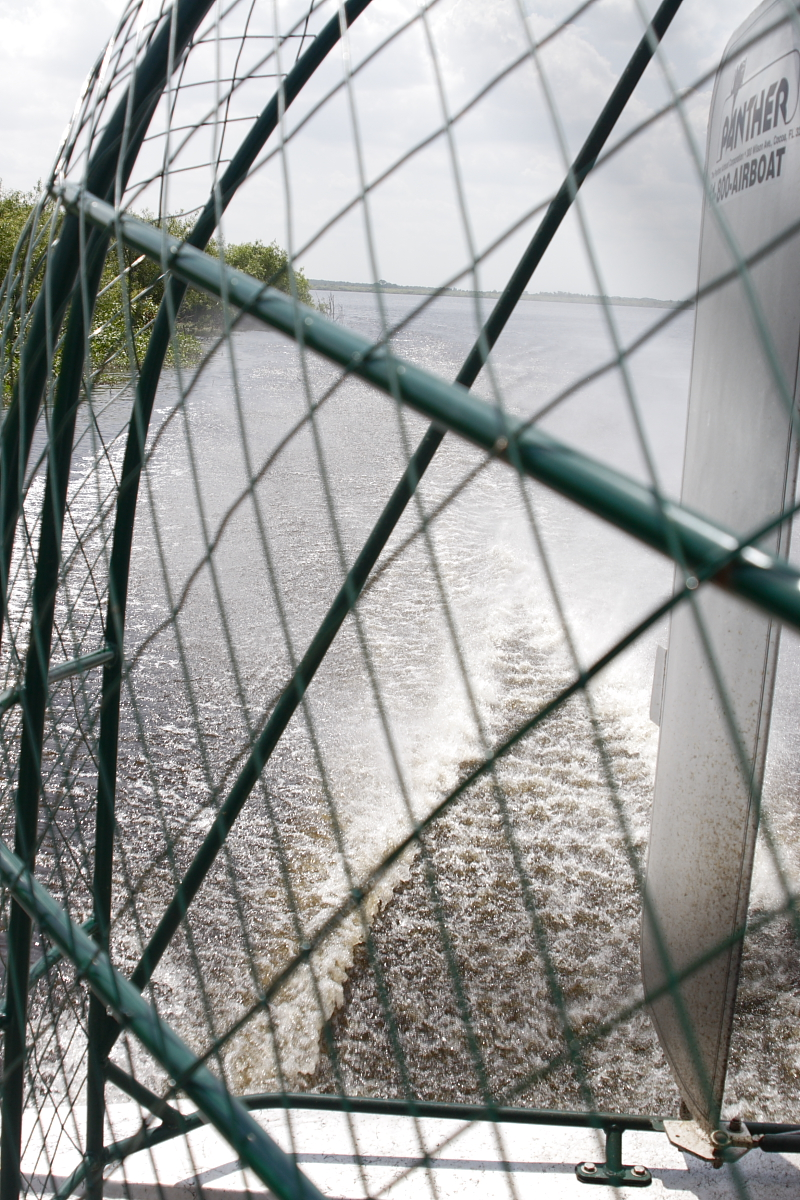
Veiligheidskooi rondom de propeller

Een moerasboot is een voertuig speciaal ontworpen voor het varen door moerasachtige gebieden. Daarnaast is de boot ook geschikt voor varen over bevroren en ondiep water, waardoor hij geschikt is bij reddingsoperaties in overstroomde gebieden.

## Ontwerp
De boot heeft een platte bodem, en wordt niet aangedreven door een schroef maar door een propeller. Deze propeller wordt vaak aangedreven door een auto- of vliegtuigmotor. De propeller bevindt zich in een speciale kooi om te voorkomen dat er voorwerpen, dieren of personen mee in contact komen. De boot wordt gestuurd met een verticaal roer, die de luchtstroom van de propeller van richting kan doen veranderen. De boten hebben geen rem.
De passagiers en bestuurder zitten vaak op wat hoger geplaatste stoelen zodat ze het moeras goed kunnen overzien.

## Geschiedenis
De eerste moerasboot, genaamd de Ugly Duckling, werd gebouwd in 1905 in Nova Scotia, Canada, door een team geleid door Dr. Alexander Graham Bell. Een kennis van Dr. Bell, Glenn Curtiss, liet als eerste een moerasboot registreren in Florida, Verenigde Staten, in 1920. Deze boot werd de Curtis Scooter genoemd
Tegen de jaren 30 maakten steeds meer mensen hun eigen moerasboten. Via het proces van trial-and-error werden een groot aantal verschillende modellen uitgeprobeerd, tot uiteindelijk het huidige model ontstond.
Moerasboten zijn vandaag de dag vooral in de Florida Everglades een populair transportmiddel voor toeristen, vissers en jagers.